# Holešovický přístav
Holešovický přístav byl vybudován v Holešovicích v Praze firmou Lanna. Přístav byl budován ve dvou etapách: původně jako přístav ochranný a zimní (1892–1895) a teprve později byl upravován na přístav obchodní (1896–1910).

## Stavební vývoj
Celý přístav byl vyhlouben uměle, vytěženo bylo 513 900 m³ zeminy. Přístavní bazén má délku 750 m a je široký 100 m. Hloubka činí 4,8 m.
V roce 1906 bylo při přístavu vybudováno seřaďovací nádraží. Ze severní i jižní strany bylo napojeno vlečkou na nádraží Bubny. Z roku 1906 pochází také největší počet budov – ty jsou většinou vysoké do jednoho patra a mají bohatě členité fasády (červené režné zdivo a krémová omítka). Další objekty pocházejí z roku 1927 a 1936. Kolem roku 1926 při překládání koryta Vltavy v oblasti Manin byla zúžena přístavní kosa.
Od roku 2002 je chráněn jako kulturní památka.
V 90. letech 20. století přístav přestal sloužit lodní dopravě a roku 2005 byly vytrhány i koleje seřaďovacího a nákladového nádraží. V současné době probíhá konverze pro obytné a administrativní využití. V roce 2003 byla při vjezdu do přístavu u Libeňského mostu postavena dvojice výškových budov pod názvem Lighthouse Vltava Waterfront Towers. Plánuje se postupné zastavění celého areálu přístavu obchody a byty (projekt Prague Marina).
Poblíž areálu přístavu projíždí midibusová linka 156, zavedená 1. září 2011, která zde zajišťuje v pracovní dny dopravní obslužnost. Projíždí též kolem bytové zástavby Prague Marina (zastávka „V Přístavu“).
Podle zprávy z února 2016 městská část Praha 7 uvažuje o lávce, která by propojovala Holešovice s přístavní kosou, na níž probíhá bytová výstavba. Lávka by sloužila pro zkrácení cesty i jako alternativní spojení při nenadálých situacích.